# Gérald Van der Kemp
Pour les articles homonymes, voir Kemp.
Gérald Auffret-Van der Kemp, né le 5 mai 1912 à Charenton-le-Pont, mort le 28 décembre 2001 à Neuilly-sur-Seine, inhumé à Giverny dans l'Eure, est un conservateur de musée français.
De 1953 à 1980, il assure la conservation en chef du château de Versailles et des Trianons où il mène des campagnes de restauration et de restitution très remarquées. Dans son action, il bénéficie en particulier du soutien appuyé du président de la République française, le général de Gaulle, et de son ministre de la Culture, André Malraux.
Pour trouver les fonds nécessaires à la réalisation de ses projets, Gérald Van der Kemp, personnalité de la vie mondaine parisienne, sollicite ses relations dans la haute société internationale et reçoit le concours de nombreux mécènes et milliardaires américains.
En 1980, après sa retraite, il conduit la restauration de la maison et des jardins de Claude Monet à Giverny à la demande de l'Institut de France dont il est membre.

## Biographie

### 1912 - 1953: les débuts

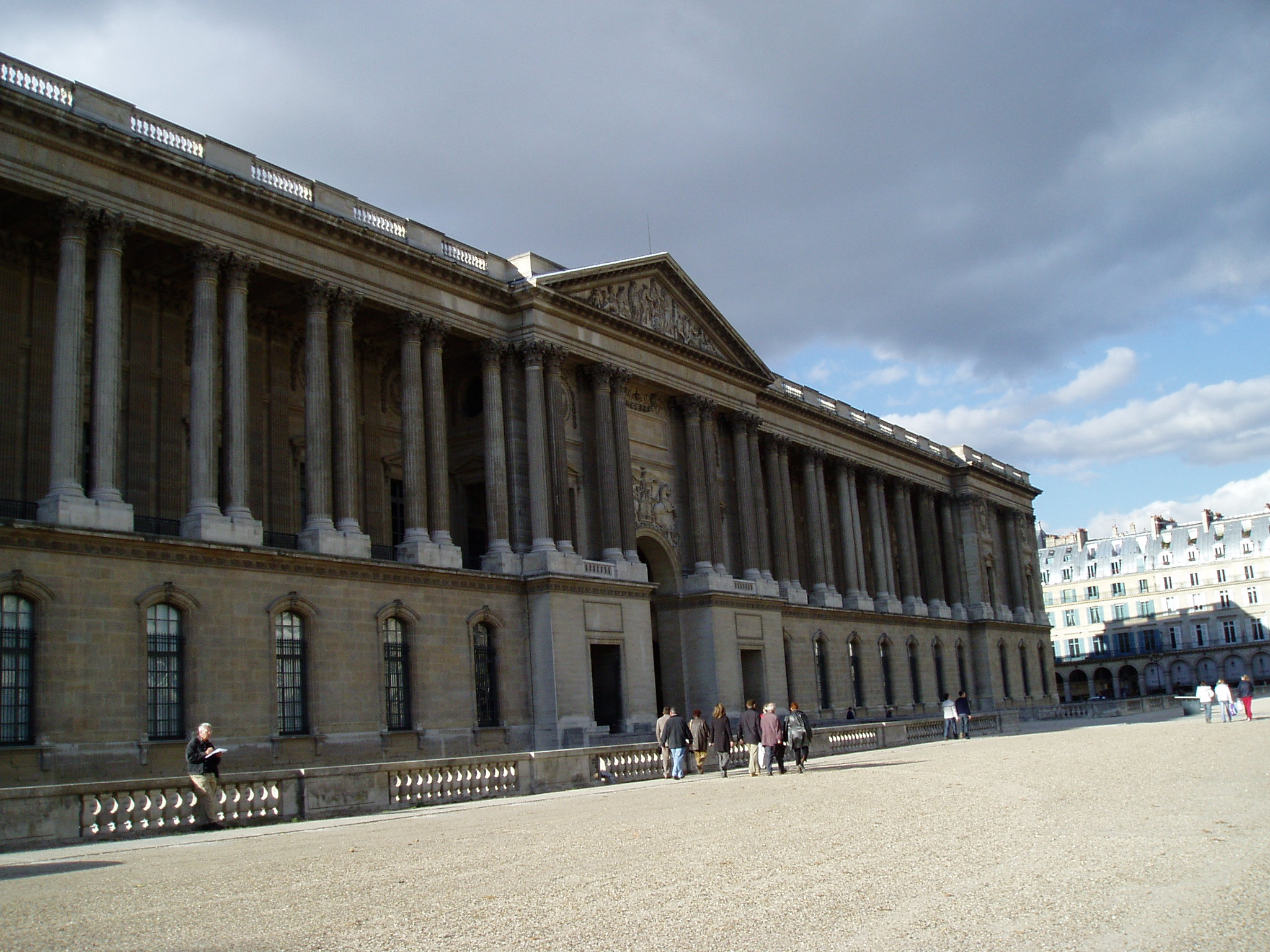
Le musée du Louvre où Gérald Van der Kemp reçoit sa première affectation à 24 ans, en 1936.

Issu d'une famille originaire des Pays-Bas où, selon ses dires, « coule du sang breton, hollandais, anglais et aussi, en grande quantité, américain », Gérald van der Kemp naît le 5 mai 1912 dans la proche banlieue parisienne, à Charenton-le-Pont, de Guillaume Auffret, officier de marine marchande, et d'Yvonne Van der Kemp (arrière petite-fille de John Jacob Vanderkemp (en)). Il grandit dans une folie nantaise, appelée la gentilhommière de la Meslerie, et poursuit ses études secondaires au lycée Georges Clemenceau de Nantes.
La crise de 1929 ruinant ses parents, il part à Paris seul, à dix-sept ans, et tente de survivre en exécutant des caricatures pour les journaux et en préparant l'entrée à l'École des Beaux-Arts. Deux années plus tard, en 1931, il se résout à changer d'orientation et s'engage dans la Légion étrangère. Il est affecté au 4e régiment étranger et envoyé au Maroc.
À son retour de la Légion, Gérald van der Kemp s'inscrit à l'Institut d'art et d'archéologie — où il a pour condisciple Daniel Wildenstein — et suit les cours de l'École du Louvre. Selon Marc Ladreit de Lacharrière, son successeur à l'Académie des Beaux-arts, il obtient ses diplômes d'archéologie et de l'École du Louvre en 1936.
La même année, il est engagé par Henri Verne, directeur des musées nationaux, et devient chargé de mission au département des Dessins et Gravures du Musée du Louvre. Il est chargé de dresser l’inventaire et le catalogue de la collection Rothschild.
Mobilisé au début de la Seconde Guerre mondiale, Gérald van der Kemp est versé dans une unité de télégraphie. Fait prisonnier en Normandie, il s'évade le 30 juin 1940 et se retrouve au château de Valençay où a été évacuée en dépôt, aux fins de préservation, une partie des trésors des musées nationaux, la statuaire, dont il a la charge. Cette évacuation a été commencée dès 1939 par Jacques Jaujard, sous-directeur des Musées nationaux (puis directeur de 1940 à 1944), vers des édifices assez vastes et éloignés des villes pour abriter les collections. Le château de Valençay, propriété du duc de Talleyrand, sert donc de dépôt à la statuaire : la Vénus de Milo, la Victoire de Samothrace, le Gladiateur Borghèse, ainsi qu'à une partie des collections des musées Guimet, Cognacq-Jay et Nissim-de-Camondo.
En 1944, il est muté au château de Montal, ou il a la charge des tableaux, autre trésor des musées nationaux, placés là en dépôt. C'est à Montal que Gérald van der Kemp a pu admirer « chaque soir La Joconde au pied de son lit sur un chevalet ». Effectivement, ce chef-d'œuvre est transféré le 14 novembre 1939, sous la surveillance de René Huyghe, à Louvigny (Calvados). Après une halte au château de Chambord le 3 juin 1940, elle séjourne tout l'été dans une propriété privée, l'abbaye de Loc-Dieu, à Villefranche-de-Rouergue dans l'Aveyron. Le 3 octobre 1940, elle est entreposée dans les réserves du musée Ingres-Bourdelle de Montauban. L'avancée allemande en zone libre amène ensuite à l'abriter au château de Montal (Lot) où elle demeure jusqu’à la fin de la guerre.
En octobre 1945, « en remerciement des services rendus pendant la guerre » explique-t-il à un chroniqueur, Jacques Jaujard le nomme conservateur adjoint au château de Versailles où il seconde le conservateur en chef Charles Mauricheau-Beaupré à partir d'avril 1946.
Le 26 avril 1953, Charles Mauricheau-Beaupré se tue dans un accident de voiture à Moncton, dans la province du Nouveau-Brunswick (Canada). Sur les instances pressantes de Daniel Wildenstein — selon ce qu'affirme ce dernier — le ministre de l'Éducation Nationale André Marie, et le secrétaire d'État aux Beaux-Arts, André Cornu, nomment Gérald van der Kemp conservateur en chef « faisant fonction » du musée de Versailles le 27 juin 1953. Il sera titularisé à ce poste de conservateur en chef en 1957.

### 1953 - 1980: Versailles

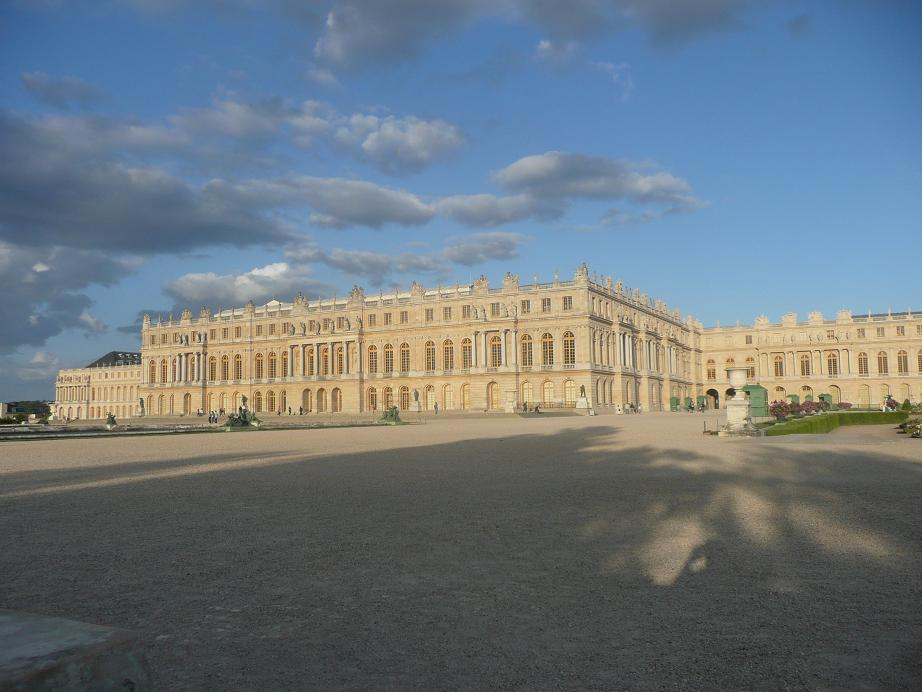
« Versailles a été la page la plus glorieuse d’une civilisation à jamais disparue », G. van der Kemp.

Le passage de Gérald van der Kemp à la conservation en chef de Versailles — poste qu'il occupera pendant vingt-sept ans — marque un tournant majeur dans la communication et la restauration du domaine (ce que soulignent les nombreuses nécrologies parues dans le monde après sa mort). Pour certains pays de langue anglaise, il est « le sauveur de Versailles »,.
À son entrée en fonction, balayant d'une phrase les travaux de ses prédécesseurs, Gérald van der Kemp déclare avoir trouvé le palais « dégoûtant, vide, mort » et décidé qu'il « redevienne vivant, beau à regarder, ce qu'il était du temps des rois ».
Dans ce but, il orchestre en premier lieu des actions de communication autour de Versailles. En particulier, en 1955, il organise l'exposition Marie-Antoinette avec le concours de la baronne Élie de Rothschild. Celle-ci obtient le prêt, par différents collectionneurs internationaux, de quantité de meubles, peintures et objets versaillais dispersés à la Révolution, ce qui permet de les montrer « à leur emplacement d'origine ». La présentation fait sensation en montrant comment Versailles pourrait être, au moins partiellement, remeublé.

#### Les appuis

##### Mécènes
Gérald van der Kemp possède également un savoir-faire en relations publiques. Roger Peyrefitte, qui le présente comme « un personnage important de la maçonnerie », souligne parallèlement qu'il a « su jouer de ses relations mondaines plus qu'aucun autre responsable de musée ». Servi par une vaste érudition, van der Kemp sait mettre en valeur des mots clés : « La France possède quatre grandes locomotives qui continuent à fasciner les gens : Versailles, madame de Pompadour, Marie-Antoinette, et Napoléon. Sur ces noms-là, on peut toujours trouver de l’argent » explique-t-il. Sur cette base, il mobilise le réseau de grands amateurs qu'il s'est constitué depuis sa rencontre avec Daniel Wildenstein à l'École du Louvre, amateurs bientôt suivis par les grandes fortunes internationales.
Il est appuyé, dès sa prise de fonction, par une publicité inattendue : du 6 juillet 1953 au 6 septembre 1953, Sacha Guitry tourne au château Si Versailles m'était conté… (dont une partie des droits est offerte à la conservation), film dont le succès international provoque un engouement pour Versailles et « lance une mode qui ne se démodera pas ».
Parmi les premiers grands donateurs enregistrés dans les années cinquante peuvent être cités, entre autres, Douglas Dillon, la famille Rockefeller, la famille David-Weill, Mary Lasker, Barbara Hutton, Arturo López Willshaw, Paul-Louis Weiller. Selon les cas, il s'agit de dons d'objets, meubles, tableaux, ou d'appuis financiers considérables.
Dans sa recherche de fonds, Gérald van der Kemp bénéficie bientôt du soutien supplémentaire de sa seconde épouse, l'Américaine Florence Russell Bennett Harris (rencontrée en 1958, épousée en 1963). Celle-ci, fille d'amiral, dont la famille a fait fortune dans le café et la construction d'autoroutes, ouvre son réseau social personnel à son mari et fonde ultérieurement la Versailles Foundation (1970), association destinée à sensibiliser et réunir les riches donateurs américains.

##### Pouvoirs publics
L'intérêt des pouvoirs publics pour Versailles ne peut être attribué à la seule détermination de Gérald van der Kemp. Dès 1949, bien avant sa nomination à la conservation en chef, le secrétaire d'État aux Beaux-Arts André Cornu a lancé une campagne efficace de trois ans, Sauvegarde de Versailles. L'arrivée du général de Gaulle au pouvoir — qui va coïncider avec le début des grands travaux de restauration à Versailles — donne une accélération majeure au mouvement. Lois et décrets se succèdent en faveur de ce monument emblématique : décret Malraux du 24 juillet 1959, décret Debré du 13 février 1961 prescrivant le retour à Versailles de tous les éléments de mobilier répartis dans les administrations et collections publiques, loi du 21 juillet 1962 créant des périmètres spéciaux et, enfin, loi de programme du 31 juillet 1962 dotant Versailles et Trianon (auxquels s'ajoute Fontainebleau) de 120 millions de francs 1962.
Pour les historiens de l'époque, la portée idéologique de ces décisions est indéniable : le pouvoir gaullien, en pleine période de ce que l'on appelle la « politique de grandeur », donne à Versailles un rôle de représentation fort.
Gérald van der Kemp le comprend et sert ce propos avec d'autant plus d'efficacité qu'il correspond à son souhait. Jusqu'à son départ en 1969, de Gaulle lui manifeste sa bienveillance, louant son « sens artistique. son goût et son ingéniosité ». Ingéniosité qui se manifeste ainsi avec éclat lors de la restauration du Grand Trianon (1965-1966), effectuée à la demande personnelle du chef de l'État pour héberger les hôtes de la République : dans la restitution 1er Empire arrêtée pour les lieux, Gérald van der Kemp fait installer trente-deux salles de bains et trois cent cinquante téléphones.
La sollicitude élyséenne s'étend d'ailleurs à madame Van der Kemp, dont son mari assure que « le général de Gaulle l'aimait beaucoup ».

#### Les actions

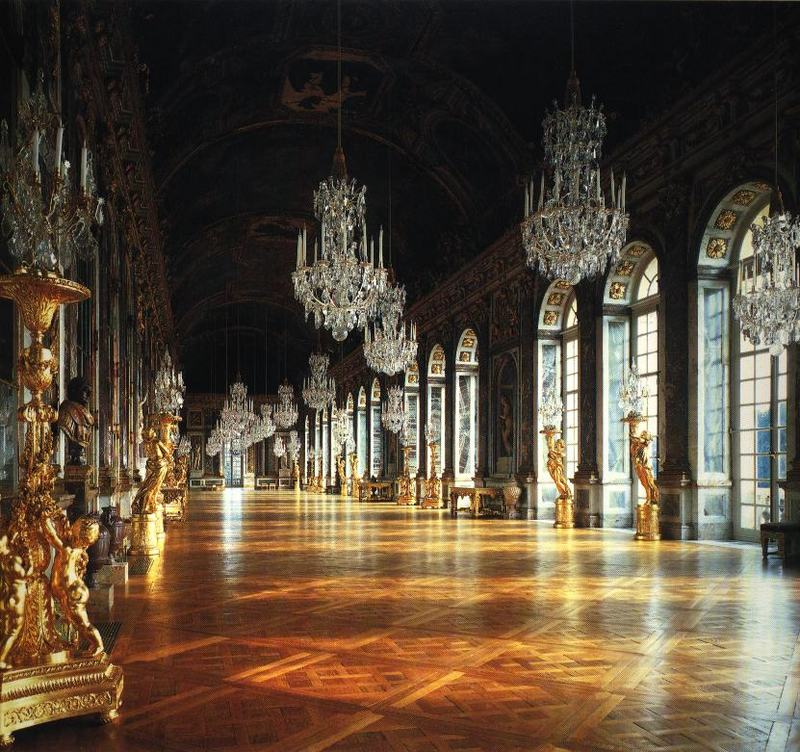
Point d'orgue de la direction de van der Kemp à Versailles, la galerie des Glaces remeublée en 1980.

S'il est parfois surnommé « le sauveur de Versailles », Gérald van der Kemp a été, de son temps, une personnalité discutée. Certaines de ses interventions firent l'objet, à l'époque, d'articles de presse virulents, notamment dans l'Humanité.
Après la restauration du Grand Trianon (1966), par exemple, son goût pour la décoration et le travail de tapissier est diversement évoqué : les analyses vont de ce que Jean-Marie Pérouse de Montclos appelle ironiquement le « velours frappé van der Kemp » à une critique en règle de ce « festival de coloris du Grand Trianon nouvelle manière ».
Un sommet est atteint après la restitution de la Chambre de la Reine, quand le quotidien Le Monde, sous la plume d'André Fermigier, assure en 1975 qu'« on est véritablement au bord de la conjonctivite devant l'or des passementeries, des sièges, des boiseries, des objets décoratifs ». Le même article s'interroge sur les moulages en plastique des torchères placées dans la Galerie des Glaces : « C'est vraiment bien laid ». L'opinion est relayée par L'Express en 1980 : « On y a aligné des torchères en plastique et des lustres en cristal de Bohême dignes du faubourg Saint-Antoine, fabriqués en série et en Louis XV ».
L'action de Gérald van der Kemp s'inscrit cependant dans une continuité. Dès 1885, son prédécesseur Pierre de Nolhac rêve de redorer Versailles — au propre et au figuré — et prévoit le retour des meubles royaux dispersés à la Révolution (à compter de 1936, Pierre Verlet mène de minutieuses recherches d'identification pour situer ces meubles disparus,).
De même, la restitution de la chambre de la Reine, généralement attribuée au seul van der Kemp, est préparée bien avant son arrivée à Versailles : le tissage du « grand broché aux plumes de paon » ou « grand broché à la Reine » de la pièce, identifié au début des années quarante par Pierre Verlet — conservateur avec lequel van der Kemp entretiendra par la suite des rivalités « tant personnelles que professionnelles » — et Charles Mauricheau-Beaupré, commence en 1946.
D'autre part, pour mener à bien son action, Gérald van der Kemp n'est pas seul. Il est entouré d'une équipe de partenaires et collaborateurs de haut niveau : architectes en chef tels Marc Saltet (nommé de 1954 à 1973) et Jean-Louis Humbaire (1973-1978), ou conservateurs parmi lesquels Pierre Lemoine, son successeur, et Jean Coural, organisateur de la plupart des grandes expositions de Versailles des années soixante.
Parmi ses multiples réalisations :
- Réouverture de l'Opéra royal (1957).

Commencée en 1952 par André Japy, architecte en chef du palais, et poursuivie par son successeur Marc Saltet, cette réhabilitation est consacrée par un gala d'inauguration, le 9 avril 1957, en présence de la reine Élisabeth II.
- Restitution du Grand Trianon (1966).

Cette opération de grande envergure, menée dans des délais très courts (1965-1966), touche 72 pièces, totalisant 7 600 m2 de boiseries et 3 120 m2 de parquets. Marc Saltet dirige les travaux du bâti cependant que Gérald Van der Kemp orchestre la reconstitution du décor mural et mobilier.
- Restitution de la cour de Marbre (1966-1980).

Cette réalisation s'étale sur près de quinze ans. La remise en état des membrons et pots à feu, entre 1966 et 1968, est suivie du rétablissement du niveau d’origine et la reconstitution du dallage.
- Réouverture du Petit Trianon.

Les premiers résultats de la restauration sont inaugurés le 29 mai 1970 (seule la salle à manger est ouverte). Ils sont le résultat d'un travail de fond réalisé par tranches depuis 1954 : mise hors d'eau, consolidation de l'escalier (1957), dépose, décapage des boiseries, etc.
- Récupération du site de la Grande Écurie (années 1970).

Occupé par les archives départementales, les Bâtiments de France, le ministère de la Défense, la Bibliothèque nationale et l'école des Beaux-arts, ce site est réclamé énergiquement par Van der Kemp. Il obtient gain de cause en partie. Après son départ, la direction de Versailles récupérera la Grande Ecurie dans son entier.
- Travaux d'urgence dans les jardins (années 1970).

Les campagnes menées au château et au musée ne permettent pas de mener une action d'ampleur sur les jardins. Il est néanmoins procédé à la remise en état des fontaines et à la mise en étanchéité des bassins (sauf celui de Neptune).
- Remise en état et ouverture de l'appartement de madame de Maintenon (1975).

Tendues de damas vert et rouge galonné d'or, ces quatre pièces abritent désormais les petits portraits de la collection Gaignères, les portraits de femmes que Louis XIV avait réunis dans son célèbre « cabinet des beautés » et les gouaches de Cotelle et Werner pour le Grand Dauphin.
- Restitution de la chambre de la Reine (1975).

Préparé dès 1941 par Charles Mauricheau-Beaupré, prédécesseur de Gérald Van der Kemp, ce morceau de bravoure aboutit grâce au mécénat résolument suscité par ce dernier. Cette pièce spectaculaire est inaugurée en juin 1975.
- Transfert du galerie des Carrosses (1978).

Cette collection installée auparavant étroitement à Trianon est déplacée sur le site plus vaste de la Grande Écurie, désormais récupéré. Le musée n'ouvrira au public qu'en 1985.
- Réformes des services de la conservation et création d'ateliers d'art.

Parallèlement à ses activités les plus visibles, Gérald Van der Kemp mène une action en profondeur sur l'administration, réorganisant les services de la conservation et créant des ateliers de tapisserie, dorure et restauration, inexistants avant son arrivée.
- Retour à Versailles des meubles, peintures et objets des collections royales.

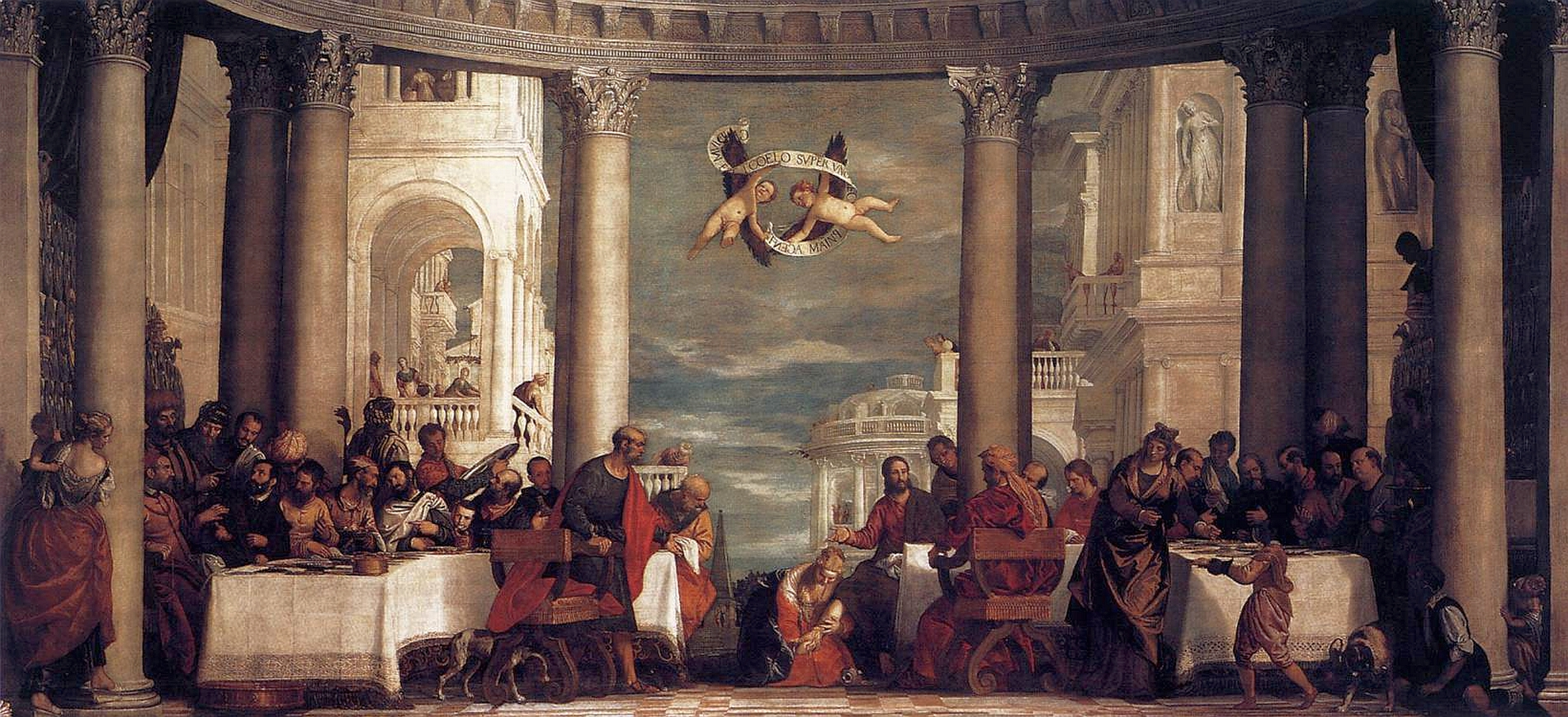
L'immense toile de Véronèse, Le Repas chez Simon, réintègre le salon d'Hercule en 1961.

Poursuite d'une œuvre entamée par ses prédécesseurs, le retour des meubles et objets royaux prend une ampleur particulière à l'époque de « VDK » (Van der Kemp). La première pièce historique majeure à revenir au palais sous son égide est le bureau du Roi (1957). 
- Galerie des Glaces. Début des travaux en 1974, inauguration en 1980.
- Chambre du Roi. La loi-programme sur les musées (juillet 1978) a permis de consacrer pour l'ensemble de la restauration du décor fixe un montant de cinq millions de francs. 3,5 millions de francs ont été consacrés à la restauration complète des boiseries ainsi qu'à la reconstitution de la balustrade de l'alcôve. La restauration du mobilier est due pour partie à des dons privés français et étrangers qui ont permis le retissage du brocart or et argent[38].

#### La vie mondaine

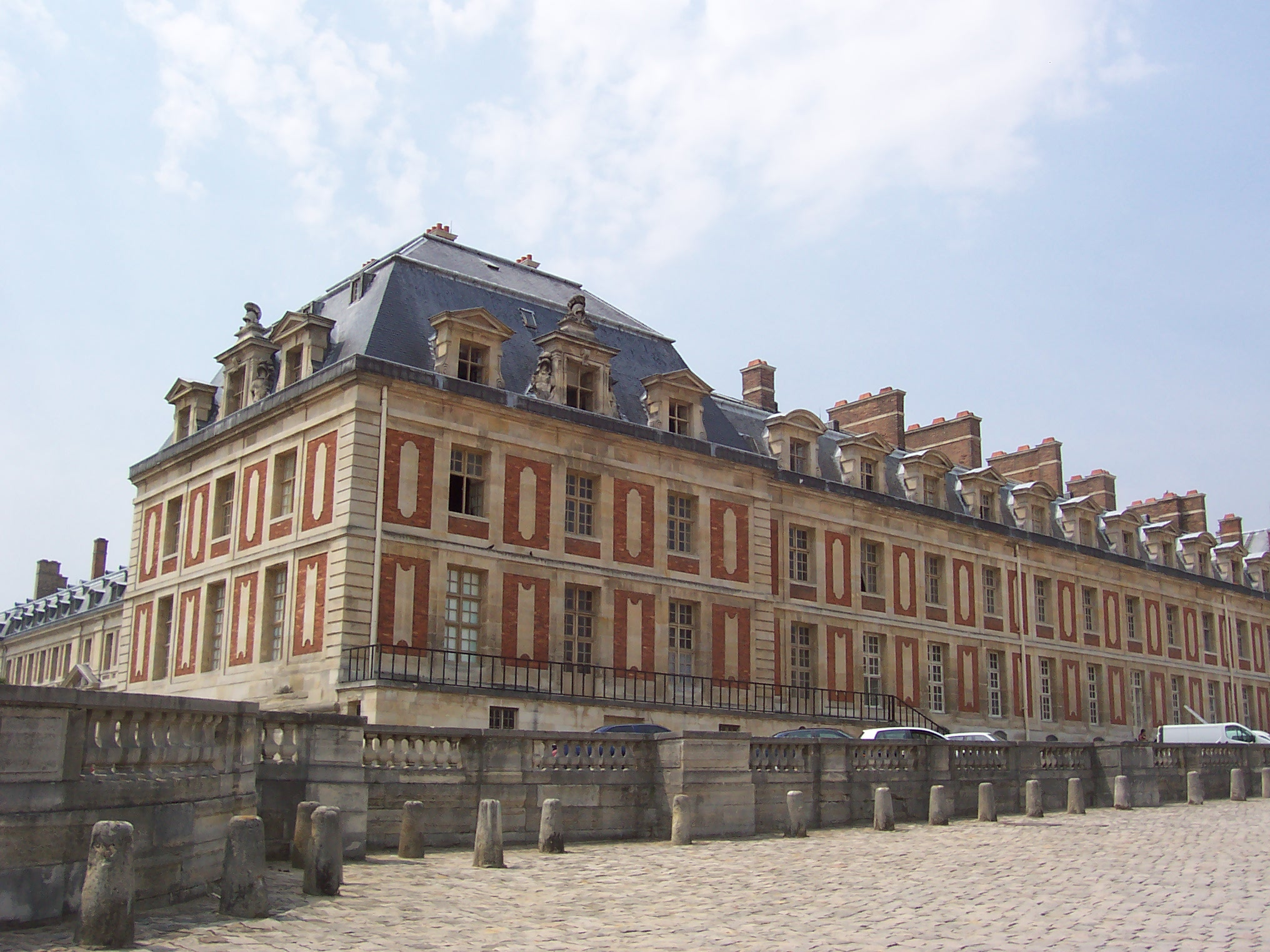
Aux deux étages du pavillon de l'aile des ministres Sud : l'appartement de M et Mme van der Kemp.

### 1980 - 2001: Giverny

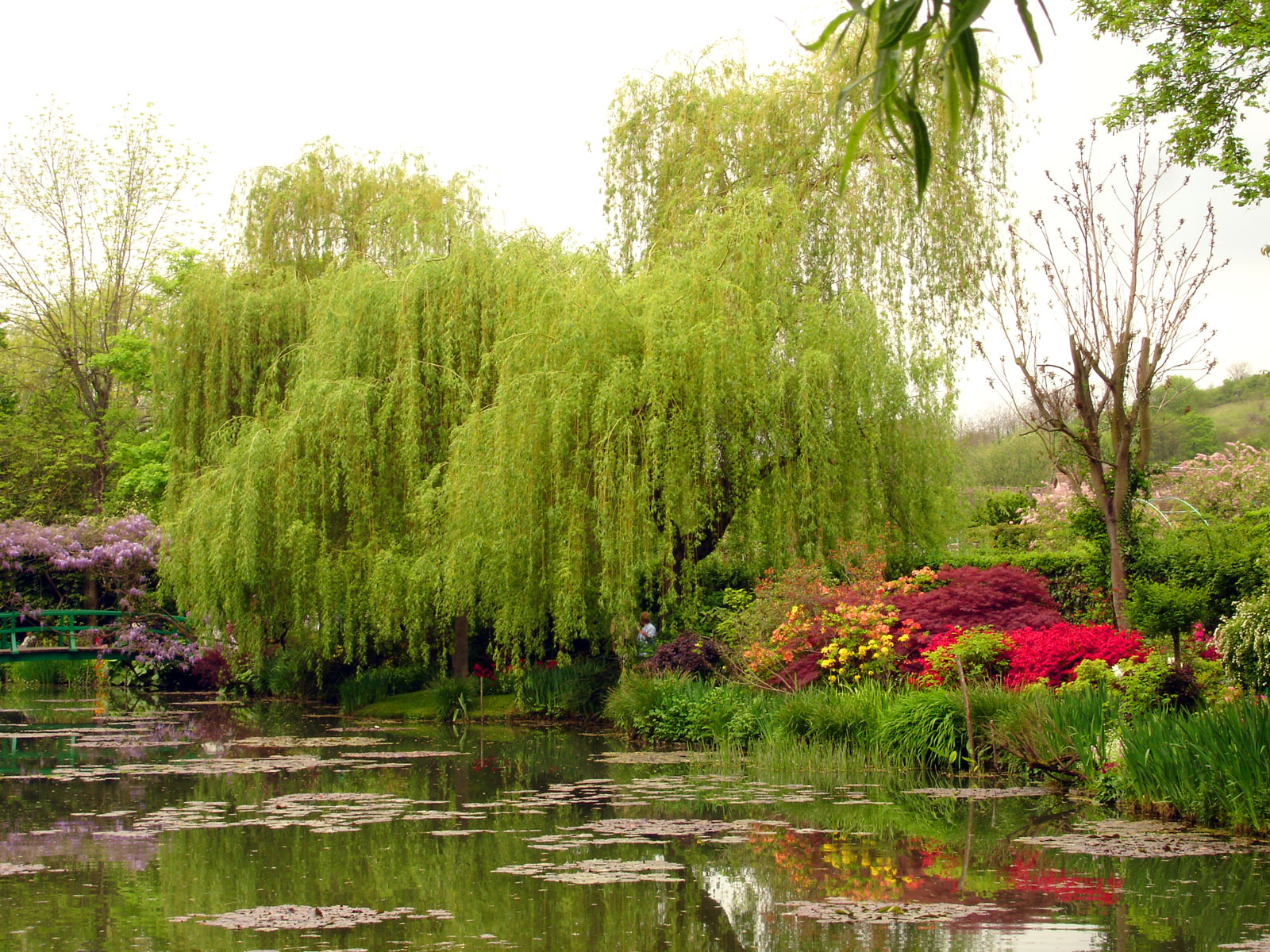
Le jardin d'eau aux nymphéas peint par Claude Monet à Giverny. Au fond à gauche, le pont japonais.

« Il est gigantesque. Il a le teint rose et clair des gens qui savent que la vie vaut la peine d'être vécue. Il a le regard malicieux, un sourire qui quitte rarement ses lèvres bien dessinées. Il a de belles mains blanches, soignées, dont il se sert pour ponctuer une conversation d'érudit. Il ne tourne jamais la tête mais le corps tout entier avec une sorte de majesté tranquille. »
José Luis de Vilallonga, Gold Gotha, Seuil-le Livre de Poche, 1972, p. 301.
Dès 1976, il conduit la restauration de la maison et des jardins de Claude Monet à Giverny à la demande de l’Académie des Beaux-arts dont il est membre.
En 1969, il avait été élu à l'académie des Beaux-Arts au fauteuil du musicologue René Dumesnil. Il y fut remplacé en 2005 par Marc Ladreit de Lacharrière, lequel prononça son éloge sous la Coupole en 2006.

## Publications
- Versailles et Trianon, Art Lys
- Versailles : Le Grand Trianon, Musées nationaux
- Grande Visite de Versailles, Art Lys
- Versailles : le château, le parc, les Trianons, Art Lys, 1976
- Versailles, guide promenade, Art Lys, 1981
- Une visite à Giverny, Art Lys, 1980
- Andrew Wyeth, Galerie Claude Bernard

## Décorations
- Commandeur de la Légion d'honneur[39]
- Commandeur de l'ordre des Arts et des Lettres, au titre de « conservateur en chef du musée national du château de Versailles et des Trianons » (1963)[40]

## Filmographie
- Adam Saulnier, Interviews de visiteurs à Versailles, avec la participation de Gérald van der Kemp (réalisation : journal télévisé), 5 min 21 s, RTF, 27 septembre 1961[41].
- Jean-Louis Remilleux, Simon Thisse, Le Bal du Siècle : Paul-Louis Weiller et Gérald van der Kemp (réalisation : Xavier Lefebvre), 52 min, Société européenne de production, 2006[42].
- Alain Jérôme, Les Dossiers de l'écran, interview de Gérald van der Kemp (réalisation : Guy Labourasse), 2 min 12 s, ORTF, 16 juin 1973[43].
- Roger Bourgeon, Patrick Darroze, Les conservateurs de Versailles, reportage (réalisation : journal télévisé), 59 secondes, ORTF, 15 juillet 1973[44].
- Yves Mourousi, Inauguration de la restauration de la chambre du roi, plateau invités dont Gérald van der Kemp (réalisation : journal télévisé), 10 min 20 s, TF1, 9 juin 1980[45].